# Satz von Ramsey
Der Satz von Ramsey geht auf Frank Plumpton Ramsey und dessen Veröffentlichung aus dem Jahr 1930 zurück. Er zählt zu den klassischen Theoremen der Kombinatorik und stellt eine Verallgemeinerung des dirichletschen Schubfachprinzips dar. Der Satz behandelt die Frage, ob und unter welchen Bedingungen bei Kantenfärbungen von vollständigen Graphen und Hypergraphen mit zwei (oder mehr) Farben einfarbige Teilgraphen auftreten. Es ergibt sich, dass solche Teilgraphen für hinreichend große vollständige Graphen und Hypergraphen stets auftreten müssen. Das derartige Fragestellungen behandelnde Teilgebiet der Kombinatorik wird Ramseytheorie genannt.
Neben der reinen Existenzfrage wird in der Diskreten Mathematik auch ein damit zusammenhängendes Quantifizierungsproblem untersucht. Es handelt sich hier um die Frage, ab welcher Größe ein vollständiger Graph bzw. Hypergraph im genannten Sinne als „hinreichend groß“ zu betrachten ist, und weiter darum, wie die in diesem Sinne zu bestimmenden Ramsey-Zahlen zu berechnen oder wenigstens abzuschätzen sind. Diese Quantifizierungsfrage zu klären oder gar zu lösen, hat sich als außerordentlich schwierig herausgestellt.
Mit dem Satz von Ramsey lassen sich Existenzsätze der Diskreten Mathematik ableiten und insbesondere kombinatorische Probleme der Geometrie und Zahlentheorie lösen. Eine praktische Anwendung findet er auch beim Spiel Sim.

## Aussage des Satzes (Version für vollständige Graphen)
Wir betrachten endliche vollständige Graphen {\displaystyle K_{n}} mit {\displaystyle n} Knoten {\displaystyle (n\in \mathbb {N} )} und Kantenfärbungen, bei denen jede Kante von {\displaystyle K_{n}} mit einer von zwei Farben, etwa rot und blau, gefärbt ist.
Gibt es hierin {\displaystyle r} Knoten, so dass alle zwischen diesen verlaufenden Kanten rot sind, so sagen wir, der Graph enthalte einen roten {\displaystyle r}-Teilgraphen. Eine entsprechende Sprechweise gelte für blaue Teilgraphen.
Mit dieser Sprechweise lässt sich der Satz von Ramsey (in der Version für Graphen) angeben wie folgt:
Zu je zwei natürlichen Zahlen {\displaystyle r,b} gibt es stets eine (von {\displaystyle r} und {\displaystyle b} abhängige) natürliche Zahl {\displaystyle R} dergestalt, dass jeder vollständige Graph {\displaystyle K_{n}} mit {\displaystyle n\geq R} Knoten, dessen Kanten entweder rot oder blau gefärbt sind, mindestens einen roten {\displaystyle r}-Teilgraphen oder einen blauen {\displaystyle b}-Teilgraphen enthält.

## Ramsey-Zahlen für vollständige Graphen
Die kleinste natürliche Zahl, die als ein solches {\displaystyle R} bei gegebenen {\displaystyle r,b} gewählt werden kann, heißt die zu {\displaystyle r} und {\displaystyle b} gehörige Ramsey-Zahl und wird mit {\displaystyle R(r,b)} bezeichnet.
Charakteristisch für die Ramsey-Zahl {\displaystyle R(r,b)} ist die Eigenschaft, dass {\displaystyle K_{R(r,b)-1}} der größte vollständige Graph ist, welcher eine Rot-Blau-Kantenfärbung gestattet, zu der weder ein roter {\displaystyle r}-Teilgraph noch ein blauer {\displaystyle b}-Teilgraph in {\displaystyle K_{R(r,b)-1}} existiert.
Der Satz von Ramsey für vollständige Graphen lässt sich von Kantenfärbungen mit zwei auf solche mit beliebig vielen Farben verallgemeinern. Entsprechend gibt es zu beliebigen Kantenfärbungen mit {\displaystyle t} Farben   {\displaystyle (t\in \mathbb {N} )}   und Anzahlen {\displaystyle q_{1},\ldots ,q_{t}} die zugehörige Ramsey-Zahl {\displaystyle R(q_{1},\ldots ,q_{t})}.

### Einfache Beispiele
- Allgemein gilt {\displaystyle R(r,b)=R(b,r)}, wie man durch Vertauschen der Farben erkennt.
- {\displaystyle R(r,1)=1}: Jeder Teilgraph mit nur einer Ecke ist automatisch einfarbig.
- {\displaystyle R(r,2)=r}: Entweder sind alle Kanten rot oder es gibt eine blaue Kante.

### Zur Berechnung vonR(3,3)

Eine 2-Färbung des K_{5} ohne monochromatisches K_{3}

Das nebenstehende Bild zeigt, dass es möglich ist, den {\displaystyle K_{5}}, also den vollständigen Graphen mit fünf Ecken, so mit zwei Farben rot und blau zu färben, dass weder ein rotes noch ein blaues Dreieck auftritt.
Folglich gilt gewiss: {\displaystyle R(3,3)>5} bzw. {\displaystyle R(3,3)\geq 6}.
Betrachtet man umgekehrt einen auf beliebige Weise rot-blau gefärbten {\displaystyle K_{6}} und hierin eine beliebige Ecke {\displaystyle v}, so tritt bei den fünf in {\displaystyle v} endenden Kanten eine der beiden Farben, o. B. d. A.  Rot, mindestens dreimal auf (Schubfachprinzip).
Ist eine der Kanten zwischen den drei entsprechenden Endpunkten rot, so haben wir einen roten {\displaystyle K_{3}}.
Andernfalls sind alle Kanten zwischen diesen drei Endpunkten blau, und wir haben einen blauen {\displaystyle K_{3}}.
In jedem rot-blau-gefärbten {\displaystyle K_{6}} findet man also einen roten {\displaystyle K_{3}} oder einen blauen {\displaystyle K_{3}},
d. h., es gilt: {\displaystyle R(3,3)\leq 6}.
Insgesamt erhält man also {\displaystyle R(3,3)=6}.

### Weitere Identitäten, Ungleichungen und Werte zu den Ramsey-Zahlen für vollständige Graphen
Im Allgemeinen gelten folgende Beziehungen:
- {\displaystyle R(r,b)=R(b,r)}
- {\displaystyle R(r,1)=R(1,r)=1}   für   {\displaystyle r\geq 1}
- {\displaystyle R(r,2)=R(2,r)=r}   für   {\displaystyle r\geq 2}
- {\displaystyle R(r_{1},b_{1})\leq R(r_{2},b_{2})}   für   {\displaystyle r_{1}\leq r_{2},b_{1}\leq b_{2},}
- {\displaystyle R(r,b)\leq R(r-1,b)+R(r,b-1)}  für   {\displaystyle r,b\geq 2}
- {\displaystyle R(r,b)\leq R(r-1,b)+R(r,b-1)-1}   für   {\displaystyle r,b\geq 3\,,\,R(r-1,b)\equiv R(r,b-1)\equiv 0{\pmod {2}}}

Aus der vorletzten Ungleichung erhält man so die folgende abgeleitete Ungleichung:
- {\displaystyle R(r,b)\leq {\binom {r+b-2}{r-1}}}   für   {\displaystyle r,b\geq 1}  .

Für den Fall {\displaystyle r=3} lässt sich diese noch verschärfen:
- {\displaystyle R(3,b)\leq {\frac {1}{2}}(b^{2}+3)}   für   {\displaystyle b\geq 3}  .

Für den allgemeinen Fall {\displaystyle t=2,3,\ldots }   , bei dem beliebige Kantenfärbungen mit zwei, drei oder mehr Farben zugelassen sind, gilt:
- {\displaystyle R(q_{1},q_{2},\ldots ,q_{t})\leq {\bigl (}R(q_{1}-1,q_{2},\ldots ,q_{t})+R(q_{1},q_{2}-1,\ldots ,q_{t})+\cdots +R(q_{1},q_{2},\ldots ,q_{t}-1){\bigr )}-t+2}   für   {\displaystyle q_{1},\ldots ,q_{t}\geq 2}  .

Eine grobe Eingrenzung dieser Ramsey-Zahlen geben die folgenden Ungleichungen, bei deren Herleitung wesentlich auf probabilistische Methoden zurückgegriffen wurde:
- {\displaystyle 2^{r/2}<R(r,r)<4^{r-1}}   für   {\displaystyle r\geq 3}  .

Die exakten Werte für diese Ramsey-Zahlen zu Kantenfärbungen mit zwei Farben sind – von den einfachen Beispielen abgesehen – bislang allein für kleinere Graphen bekannt. Es sind:
- {\displaystyle R(3,3)=\ \ 6}, (Greenwood und Gleason (1955))
- {\displaystyle R(3,4)=\ \ 9}, (Greenwood und Gleason (1955))
- {\displaystyle R(3,5)=14}, (Greenwood und Gleason (1955))
- {\displaystyle R(3,6)=18}, (Graver und Yackel (1968))
- {\displaystyle R(3,7)=23}, (Kalbfleisch (1966))
- {\displaystyle R(3,8)=28}, (McKay und Min (1992))
- {\displaystyle R(3,9)=36}, (Grinstead und Roberts (1982))

sowie
- {\displaystyle R(4,4)=18}, (Greenwood und Gleason (1955))
- {\displaystyle R(4,5)=25}, (McKay und Radziszowski (1995))

Danach sind nur noch Schranken bekannt wie etwa
- {\displaystyle 35\leq R(4,6)\leq 41}

oder
- {\displaystyle 43\leq R(5,5)\leq 46}  .[11]

Über die Ramsey-Zahlen zu Kantenfärbungen mit drei oder mehr Farben ist exaktes Zahlenmaterial nur in sehr geringer Menge vorhanden. Hier kennt man nicht viel mehr als
- {\displaystyle R(3,3,3)=17}[12]

und dann noch eine obere und untere Schranke zu Kantenfärbungen mit vier Farben:
- {\displaystyle 51\leq R(3,3,3,3)\leq 65}  .[13]

## Veranschaulichung
Zur Veranschaulichung der Bedeutung einer Ramsey-Zahl {\displaystyle R(r,b)} ist es hilfreich, diese in Zusammenhang zu bringen mit der Beantwortung der folgenden Frage:
- Wie viele Gäste müssen zu einer Party zumindest erscheinen, wenn gewährleistet sein soll, dass von ihnen entweder {\displaystyle r} (oder mehr) einander nicht kennen oder {\displaystyle b} (oder mehr) einander kennen.

Setzt man hierbei die Relation des Einander-Kennens, verstanden im Sinne eines zweiseitigen Miteinander-Bekanntseins, gleich mit einer irreflexiven, symmetrischen (aber nicht notwendig transitiven) Relation, so gelangt man zu einem Graphen mit roten und blauen Kanten, indem man in dem Falle, dass sich irgendwelche zwei Gäste nicht kennen, eine rote Kante, jedoch im gegenteiligen Fall, wenn sie sich kennen, eine blaue Kante zeichnet.
Damit lässt sich etwa die Ramsey-Zahl {\displaystyle R(3,2)=3} sehr leicht bestimmen. Hier ist also {\displaystyle r=3} und {\displaystyle b=2}.
Haben wir dann drei beliebige Gäste, so können wir den vollständigen Graphen {\displaystyle K_{3}} zeichnen und folgende mögliche Kantenfärbungen erzielen:
- Alle Kanten werden rot gefärbt.
- Alle Kanten werden blau gefärbt.
- Zwei Kanten werden blau gefärbt und eine rot.
- Zwei Kanten werden rot gefärbt und eine blau.

Für die drei Gäste bedeutet dies:
- Keiner der Gäste kennt einen anderen.
- Alle drei Gäste kennen sich untereinander.
- Ein Gast kennt die beiden anderen Gäste, die einander jedoch nicht kennen.
- Zwei Gäste kennen sich, sind aber nicht mit dem dritten Gast bekannt.

Insgesamt heißt dies für die Bestimmung von {\displaystyle R(3,2)=3} :
Für eine Party, bei der von den erschienenen Gästen entweder mindestens drei einander nicht kennen oder mindestens zwei einander kennen, genügt es, wenn drei oder mehr Gäste erscheinen.

## Der allgemeine Satz von Ramsey (endliche Version für uniforme Hypergraphen)
In der Version des Satzes von Ramsey für Graphen waren die zwei Farben Rot und Blau vorgegeben. Eine Rot-Blau-Kantenfärbung eines Graphen ist dabei ihrer mathematischen Bedeutung nach eine Abbildung von der Menge der Kanten des Graphen in die Menge {\displaystyle \{{rot},{blau}\}\,}. An die Stelle der {\displaystyle 2}-Menge {\displaystyle \{{rot},{blau}\}\,} lässt sich auch jede andere aus zwei Elementen bestehende Menge zur Markierung der Kanten wählen und insbesondere die {\displaystyle 2}-Menge {\displaystyle \{1,2\}\subset \mathbb {N} \,}. An die Stelle der Rot-Blau-Kantenfärbung tritt dann die Markierung der Kanten mit den Zahlen {\displaystyle 1} und {\displaystyle 2}. Auf diese Weise wird klar, dass eine Rot-Blau-Kantenfärbung einer Klasseneinteilung der Kanten in zwei Klassen gleichkommt.
Dieser Ansatz ist in mehrfacher Hinsicht verallgemeinerungsfähig. Dabei werden statt zweier Klassen endlich viele Klassen in beliebiger endlicher Anzahl betrachtet (also {\displaystyle t=1,2,3,\ldots } Stück), statt der Kanten (welche nichts weiter sind als {\displaystyle 2}-elementige Teilmengen der Knotenmenge von Graphen) beliebige {\displaystyle k}-Teilmengen (mit {\displaystyle k=1,2,3,\ldots }) von beliebigen endlichen Mengen {\displaystyle X\,} und statt der zwei Zahlen {\displaystyle r,b\,} beliebig vorgelegte natürliche Zahlen {\displaystyle q_{1},q_{2},\ldots ,q_{t}\,}.
Dies führt zum allgemeinen Satz von Ramsey, der für den Fall der vollständigen (k-uniformen) Hypergraphen gilt:
Zu jeder natürlichen Zahl   {\displaystyle t} und je   {\displaystyle t+1}   beliebig gegebenen natürliche Zahlen {\displaystyle k,q_{1},q_{2},\ldots ,q_{t}} mit {\displaystyle k\leq \min(q_{1},q_{2},\ldots ,q_{t})} gibt es stets eine von {\displaystyle k,q_{1},q_{2},\ldots ,q_{t}} abhängende natürliche Zahl {\displaystyle R} mit folgender Eigenschaft:
Ist {\displaystyle n\,} eine natürliche Zahl mit {\displaystyle n\geq R} und {\displaystyle X} eine {\displaystyle n}-elementige Menge und liegt irgendeine Zerlegung
{\displaystyle {X \choose k}={\mathcal {K}}_{1}{\dot {\cup }}{\mathcal {K}}_{2}{\dot {\cup }}\,\dots {\dot {\cup }}{\mathcal {K}}_{t}\,}
des Mengensystems aller {\displaystyle k}-Teilmengen von   {\displaystyle X}   in   {\displaystyle t}   Klassen vor,
so gibt es stets mindestens einen Index {\displaystyle s\in \{1,2,\ldots ,t\}\,} und eine Teilmenge   {\displaystyle T\subseteq X\,}   dergestalt, dass die Bedingungen:
{\displaystyle |T|=q_{s}\,}
und
{\displaystyle {T \choose k}\subseteq {\mathcal {K}}_{s}\,}
erfüllt sind.

### Höhere (klassische) Ramsey-Zahlen für uniforme Hypergraphen
Die kleinste natürliche Zahl, die als Zahl   {\displaystyle R}   im allgemeinen Satz von Ramsey bei gegebenem   {\displaystyle k}   und gegebenen   {\displaystyle q_{1},q_{2},\ldots ,q_{t}}   gewählt werden kann, heißt die zu   {\displaystyle k\,}   und   {\displaystyle q_{1},q_{2},\ldots ,q_{t}}   gehörige Ramsey-Zahl oder ähnlich. Eine solche Zahl nennt man auch eine höhere (klassische) Ramsey-Zahl (englisch k-hypergraph Ramsey number oder auch classical hypergraph Ramsey number). Sie wird vielfach mit   {\displaystyle R(q_{1},q_{2},\ldots ,q_{t};k)}   oder in ähnlicher Weise bezeichnet.

#### Identitäten, Ungleichungen und Werte zu den höheren Ramsey-Zahlen
Mit den im obigen Satz genannten Bezeichnungen gelten folgende Identitäten:
- {\displaystyle R(q_{1},q_{2};2)=R(q_{1},q_{2})}   sowie   {\displaystyle R(q_{1},\ldots ,q_{t})=R(q_{1},\ldots ,q_{t};2)}[23]
- {\displaystyle R(2,2,\ldots ,2;2)=2}
- {\displaystyle R(q_{1},q_{2},\ldots ,q_{t};1)=q_{1}+q_{2}+\cdots +q_{t}-t+1}
- {\displaystyle R(q_{1},k,\ldots ,k;k)=q_{1}}   für {\displaystyle k,q_{1}\in \mathbb {N} \,,\,q_{1}\geq k}

Weiter ist für den Fall   {\displaystyle t=2}   noch die folgende Ungleichung gegeben:
- {\displaystyle R(q_{1},q_{2};k)\leq 1+R{\bigl (}{R(q_{1}-1,q_{2};k),R(q_{1},q_{2}-1;k);k-1}{\bigr )}}   für {\displaystyle q_{1},q_{2},k\in \mathbb {N} \,,\,1<k<\min(q_{1},q_{2})}

Daneben gilt für den Fall   {\displaystyle t=2,3,\ldots }   und   {\displaystyle k=2}   :
- {\displaystyle R(q_{1},q_{2},\ldots ,q_{t};2)\leq {\bigl (}R(q_{1}-1,q_{2},\ldots ,q_{t};2)+R(q_{1},q_{2}-1,\ldots ,q_{t};2)+\cdots +R(q_{1},q_{2},\ldots ,q_{t}-1;2){\bigr )}-t+2}   für   {\displaystyle q_{1},\ldots ,q_{t}\geq 2}  .

Für {\displaystyle t=2}   und   {\displaystyle q_{1}=3} gibt es noch folgende Verschärfung:
- {\displaystyle R(3,q_{2};2)\leq {\frac {1}{2}}({q_{2}}^{2}+3)}   für   {\displaystyle q_{2}\geq 3}  .[25]

Exakte Werte für die höheren Ramsey-Zahlen sind, soweit man von den aufgeführten einfachen Beispielen und den obigen Werten der Ramsey-Zahlen für kleine Graphen absieht, weitgehend unbekannt. Eine Ausnahme bildet die Ramsey-Zahl für   {\displaystyle t=2,k=3,q_{1}=q_{2}=4}   . Hier gilt:
- {\displaystyle R(4,4;3)=13}   .

## Die unendliche Version des Satzes von Ramsey
Die unendliche Version des Satzes von Ramsey ist diejenige, welche im Wesentlichen dem ursprünglich von Frank Plumpton Ramsey in 1930 vorgelegten Theorem entspricht. Sie lautet:
Zu beliebig gegebenen natürlichen Zahlen {\displaystyle k,t\,}, zu einer beliebig gegebenen unendlichen Menge {\displaystyle X} und irgendeiner Zerlegung
{\displaystyle {X \choose k}={\mathcal {K}}_{1}{\dot {\cup }}{\mathcal {K}}_{2}{\dot {\cup }}\,\dots {\dot {\cup }}{\mathcal {K}}_{t}\,}
des Mengensystems aller {\displaystyle k}-Teilmengen von {\displaystyle X\,}
gibt es stets mindestens einen Index {\displaystyle s\in \{1,2,\ldots ,t\}\,} und eine unendliche Teilmenge {\displaystyle T\subseteq X\,} mit
{\displaystyle {T \choose k}\subseteq {\mathcal {K}}_{s}\,}   .
Es lässt sich zeigen, dass die unendliche Version des Satzes von Ramsey die endliche Version nach sich zieht.

## Folgerungen
Dieser Satz von Ramsey hat bemerkenswerte Konsequenzen, etwa in der Geometrie und in der Zahlentheorie. Unter anderem ergibt sich aus ihm das berühmte Happy Ending theorem von Erdős und Szekeres aus dem Jahre 1935 und eine erweiterte Version des Satzes von Schur.

### Happy Ending theorem
Zu jeder beliebig vorgegebenen natürlichen Zahl   {\displaystyle m\geq 3}   existiert stets eine allein von   {\displaystyle m\,}   abhängige natürliche Zahl   {\displaystyle \kappa }   mit der Eigenschaft, dass je   {\displaystyle \kappa }   oder mehr Punkte der euklidischen Ebene, welche sich in allgemeiner Lage befinden, stets ein konvexes Vieleck mit   {\displaystyle m}   Eckpunkten enthalten.
Nach Halder und Heise lässt sich dieser Satz sogar noch etwas schärfer fassen:
Zu jeder beliebig vorgegebenen natürlichen Zahl   {\displaystyle m\geq 3}   existiert stets eine natürliche Zahl   {\displaystyle \kappa }   mit der Eigenschaft, dass je   {\displaystyle \kappa }   oder mehr Punkte der euklidischen Ebene zumindest   {\displaystyle m}   kollineare Punkte oder ein konvexes Vieleck mit   {\displaystyle m}   Eckpunkten enthalten.
Bezeichnet man die kleinste natürliche Zahl, welche zu vorgegebener natürlicher Zahl   {\displaystyle m\geq 3}   dem Happy Ending theorem (in der ersten etwas schwächeren Version) genügt, mit   {\displaystyle \kappa (m)}   , so hat man für   {\displaystyle m=3,4,5,6}   folgenden exakten Wert:
- {\displaystyle \kappa (m)=2^{m-2}+1}   .

Es sind also
- {\displaystyle \kappa (3)=3}
- {\displaystyle \kappa (4)=5}
- {\displaystyle \kappa (5)=9}
- {\displaystyle \kappa (6)=17}   .

Darüber hinaus sind keine weiteren exakten Werte bekannt, sondern nur noch ein allgemeines Werteintervall:
- {\displaystyle 2^{m-2}+1\leq \kappa (m)\leq {\binom {2m-5}{m-2}}+2}   für alle   {\displaystyle m\geq 3} .

### Satz von Schur (erweiterte Version)
Zu je zwei beliebig vorgegebenen natürlichen Zahlen   {\displaystyle m,t}   mit   {\displaystyle m\geq 2}   existiert stets eine kleinste natürliche Zahl   {\displaystyle S=S(m,t)}   mit folgender Eigenschaft:
Ist   {\displaystyle n}   eine natürliche Zahl mit   {\displaystyle n\geq S}   und liegt für das Anfangsstück   {\displaystyle A=\{1,2\,\ldots ,n\}\subset \mathbb {N} }   irgendeine Zerlegung
{\displaystyle A=A_{1}{\dot {\cup }}A_{2}{\dot {\cup }}\,\dots {\dot {\cup }}A_{t}\,}
in   {\displaystyle t}   Klassen vor,
so enthält mindestens eine der Mengen {\displaystyle A_{s}\,(s\in \{1,2,\ldots ,t\})}   ein   {\displaystyle m}-Tupel   {\displaystyle (a_{1},a_{2}\,\dots ,a_{m})}   von (nicht notwendig verschiedenen) Zahlen, welche die Gleichung:
{\displaystyle a_{1}+a_{2}+\,\dots +a_{m-1}=a_{m}}
erfüllen.

#### Zusatz
Aus dem von Halder und Heise gelieferten Beweis geht hervor, dass die mit dem schurschen Satz definierte Schur-Zahl   {\displaystyle S(m,t)}   stets unterhalb der Ramsey-Zahl   {\displaystyle R(q_{1},q_{2},\ldots ,q_{t};2)}   {\displaystyle (q_{1}=q_{2}=\,\ldots =q_{t}=m)}   liegt.

## Verallgemeinerung des Satzes von Ramsey für endliche einfache Graphen
Der ramseysche Satzes behandelt im Fall der Graphen (s. Teil 1) die Frage, ob und wie sich hinreichend große vollständige Graphen {\displaystyle K_{n}} finden lassen, so dass sich in solche   {\displaystyle K_{n}}   bei jeder Kantenfärbung mindestens einer von   {\displaystyle t}   vorgegebenen vollständigen Graphen {\displaystyle K_{q_{i}}} als einfarbiger Teilgraph einbetten lässt.
Dieses Konzept ist dahingehend verallgemeinert worden, dass man nun von den   {\displaystyle K_{q_{i}}}   auf beliebige einfache Graphen   {\displaystyle {\mathcal {G}}_{i}}   endlicher Ordnung übergeht. Auf diesem Wege erhält man die folgende Verallgemeinerung des Satzes von Ramsey für Graphen:
Zu jeder natürlichen Zahl   {\displaystyle t\geq 2}   und jeder beliebig vorgegebenen {\displaystyle t}-Familie   {\displaystyle ({\mathcal {G}}_{1},{\mathcal {G}}_{2},\ldots ,{\mathcal {G}}_{t})}   von endlichen einfachen Graphen existiert stets eine natürliche Zahl   {\displaystyle r}   mit folgender Eigenschaft:
Ist   {\displaystyle n\in \mathbb {N} }   und   {\displaystyle n\geq r}   und liegt irgendeine Kantenfärbung von   {\displaystyle K_{n}}   mit   {\displaystyle t}   Farben vor, so existiert in {\displaystyle K_{n}} ein einfarbiger Teilgraph, welcher das isomorphe Bild zumindest eines der Graphen   {\displaystyle {\mathcal {G}}_{1},{\mathcal {G}}_{2},\ldots ,{\mathcal {G}}_{t}} enthält.

### Verallgemeinerte Ramsey-Zahlen für endliche einfache Graphen
Die kleinste natürliche Zahl, die als Zahl   {\displaystyle r}   in der Verallgemeinerung des Satzes von Ramsey für Graphen bei gegebenen {\displaystyle {\mathcal {G}}_{1},{\mathcal {G}}_{2},\ldots ,{\mathcal {G}}_{t}} gewählt werden kann, heißt die zu {\displaystyle {\mathcal {G}}_{1},{\mathcal {G}}_{2},\ldots ,{\mathcal {G}}_{t}}   gehörige (verallgemeinerte) Ramsey-Zahl (oder ähnlich) und wird mit   {\displaystyle r({\mathcal {G}}_{1},{\mathcal {G}}_{2},\ldots ,{\mathcal {G}}_{t})}   bezeichnet.
Für sie gelten folgende allgemeine Beziehungen:
- {\displaystyle r(K_{q_{1}},K_{q_{2}},\ldots ,K_{q_{t}})=R(q_{1},q_{2},\ldots ,q_{t})=R(q_{1},q_{2},\ldots ,q_{t};2)}[40]
- {\displaystyle r({\mathcal {G}}_{1},{\mathcal {G}}_{2},\ldots ,{\mathcal {G}}_{t})\leq R(q_{1},q_{2},\ldots ,q_{t};2)}   , wenn   {\displaystyle n({\mathcal {G}}_{i})=q_{i}}   {\displaystyle (i=1,2,\ldots ,t)}[41]
- {\displaystyle r({\mathcal {G}}_{\sigma (1)},{\mathcal {G}}_{\sigma (2)},\ldots ,{\mathcal {G}}_{\sigma (t)})=r({\mathcal {G}}_{1},{\mathcal {G}}_{2},\ldots ,{\mathcal {G}}_{t})}   für jede Permutation   {\displaystyle \sigma \colon \{1,2,\ldots ,t\}\rightarrow \{1,2,\ldots ,t\}}

Ebenso wie bei obigen Ramsey-Zahlen sind zu den verallgemeinerten Ramsey-Zahlen für einfache Graphen in nur einigen Fällen konkrete Ergebnisse bekannt. Dazu gehören die folgenden:
- {\displaystyle r(C_{3},C_{3})=6}[42]
- {\displaystyle r(C_{4},C_{4})=6}
- {\displaystyle r(C_{5},C_{5},C_{5})=17}
- {\displaystyle r(C_{7},C_{7},C_{7})=25}
- {\displaystyle r(B_{q_{1}},K_{q_{2}})=1+(q_{1}-1)(q_{2}-1)}   für   {\displaystyle q_{1},q_{2}\in \mathbb {N} }   ,   {\displaystyle q_{1}\geq 2}   und Baumgraphen   {\displaystyle B_{q_{1}}}   mit   {\displaystyle n(B_{q_{1}})=q_{1}}[43]
- {\displaystyle r(K_{1,q_{1}},K_{1,q_{2}},\ldots ,K_{1,q_{t}})=\alpha -t+q_{1}+q_{2}+\cdots +q_{t}}   für   {\displaystyle t\geq 2}   Sterngraphen   {\displaystyle K_{1,q_{i}}}   {\displaystyle (i=1,2,\ldots ,t)}   , wobei   {\displaystyle \alpha =1}   ist, sofern unter den natürlichen Zahlen   {\displaystyle q_{1},q_{2},\ldots ,q_{t}}   zwei oder mehr gerade Zahlen vorkommen und deren Anzahl ihrerseits eine gerade Zahl ist, und   {\displaystyle \alpha =2}   sonst[44]

## Asymptotische Abschätzungen
Obwohl die klassischen Ramsey-Zahlen wie auch die verallgemeinerten Ramsey-Zahlen für Graphen nur in wenigen Fällen exakt bestimmt sind, lassen sich gewisse asymptotische Abschätzungen angeben. Das folgende Resultat, welches insbesondere auf Arbeiten von Miklós Ajtai, János Komlós und Endre Szemerédi (1980) sowie Jeong Han Kim (1995) zurückgeht, wird häufig genannt:
- Es existieren zwei reelle Konstanten   {\displaystyle C_{1},C_{2}>0}   mit
{\displaystyle {C_{1}\cdot {\frac {n^{2}}{\ln(n)}}}\leq R(3,n;2)\leq {C_{2}\cdot {\frac {n^{2}}{\ln(n)}}}}     {\displaystyle (n\in \mathbb {N} \,,\,n\geq 2)}   .[47]

## Vermutungen
Es gibt zu den klassischen Ramsey-Zahlen ebenso wie zu den verallgemeinerten Ramsey-Zahlen für Graphen eine Reihe von Vermutungen. Diese sind nicht selten mit Namen und Person von Paul Erdős verbunden. Dazu gehören die folgenden:

### Vermutung von Erdős
Paul Erdős äußerte im Jahre 1973 die folgende Vermutung, welche die Ramsey-Zahlen, die verallgemeinerten Ramsey-Zahlen für Graphen und deren chromatische Zahlen in Verbindung bringt:
- Hat ein endlicher einfacher Graph   {\displaystyle {\mathcal {G}}}   die chromatische Zahl   {\displaystyle \chi ({\mathcal {G}})=n}     {\displaystyle (n\in \mathbb {N} )}   , so gilt  {\displaystyle r({\mathcal {G}},{\mathcal {G}})\geq R(n,n)}   . [49]

### Vermutung von Bondy und Erdős
John Adrian Bondy und Paul Erdős stellten im Jahre 1973 die folgende Vermutung von Bondy und Erdős zu den Ramsey-Zahlen für Kreisgraphen auf:
- Es gilt für Kreisgraphen   {\displaystyle C_{n}}   , sofern   {\displaystyle n\geq 5}   und ungerade ist, stets   {\displaystyle r(C_{n},C_{n},C_{n})=4n-3}   .

Bislang gesichert ist, dass für derartige ungeraden Zahlen   {\displaystyle n}   immer die Ungleichung
- {\displaystyle r(C_{n},C_{n},C_{n})\geq 4n-3}

Bestand hat.

### Baum-Vermutung
Stefan A. Burr und Paul Erdős äußerten in 1976 die sogenannte Baum-Vermutung (englisch Tree Conjecture):
- Für Baumgraphen   {\displaystyle B_{p}}   und   {\displaystyle B_{q}}   mit   {\displaystyle p,q\geq 2}   ist stets   {\displaystyle r(B_{p},B_{q})\leq p+q-2}   .

#### Erdős-Sós-Vermutung
Verknüpft mit der und dabei weiterreichend als die Baum-Vermutung – da sie diese impliziert – ist die Erdős-Sós-Vermutung, welche von Paul Erdős und Vera Turán Sós im Jahre 1963 aufgestellt wurde:
- In jedem endlichen einfachen Graphen   {\displaystyle {\mathcal {G}}}   mit   {\displaystyle n}   Knoten und   {\displaystyle 1+{\frac {n(p-2)}{2}}}   (oder mehr) Kanten   {\displaystyle (n,p\in \mathbb {N} \,\,,p\geq 2)}   ist von jedem beliebigen Baumgraphen   {\displaystyle B_{p}}   mit   {\displaystyle p}   Knoten immer ein isomorphes Bild als Teilgraph enthalten.

### Vermutung von McKay und Radziszowski
Die Vermutung von McKay und Radziszowski aus dem Jahre 1997 besagt:
- {\displaystyle r(5,5)=43}